# Martina Ahrendt
Martina Ahrendt  (* 17. Juni 1967 in Mönchengladbach) ist eine deutsche Juristin und Richterin am Bundesarbeitsgericht.

## Leben
Martina Ahrendt schloss ihre juristische Ausbildung 1996 in Berlin mit dem Ablegen des zweiten juristischen Staatsexamens ab. Sie hatte bereits 1995 promoviert. Sie war wissenschaftliche Mitarbeiterin an der Martin-Luther-Universität Halle-Wittenberg und dann Rechtsanwältin. 2001 wurde sie Arbeitsrichterin in Berlin. Sie wurde 2009 bis 2011 zunächst als Wissenschaftliche Mitarbeiterin an das Bundesarbeitsgericht und dann an das Landesarbeitsgericht Berlin-Brandenburg abgeordnet. Am 30. April 2013  wurde sie Richterin am Bundesarbeitsgericht. Sie gehört dem 3. Senat des Bundesarbeitsgerichtes an, der sich mit der betrieblichen Altersversorgung befasst. Anfang Juli 2025 wurde sie zur Vorsitzenden Richterin am Bundesarbeitsgericht ernannt und als solche dem für Fragen des Arbeitsentgelts zuständigen Fünften Senat zugewiesen.